# Parablennius sierraensis
Parablennius sierraensis är en fiskart som beskrevs av Bath, 1990. Parablennius sierraensis ingår i släktet Parablennius och familjen Blenniidae. Inga underarter finns listade i Catalogue of Life.